# Bulletin de la Société Chimique de France
Das Bulletin de la Société Chimique de France (abgekürzt Bull. Soc. Chim. Fr.) war eine wissenschaftliche Fachzeitschrift, deren Erstausgabe im April 1858 erschien und die 1997 eingestellt wurde. Die veröffentlichten Artikel umfassen das gesamte Gebiet der Chemie.

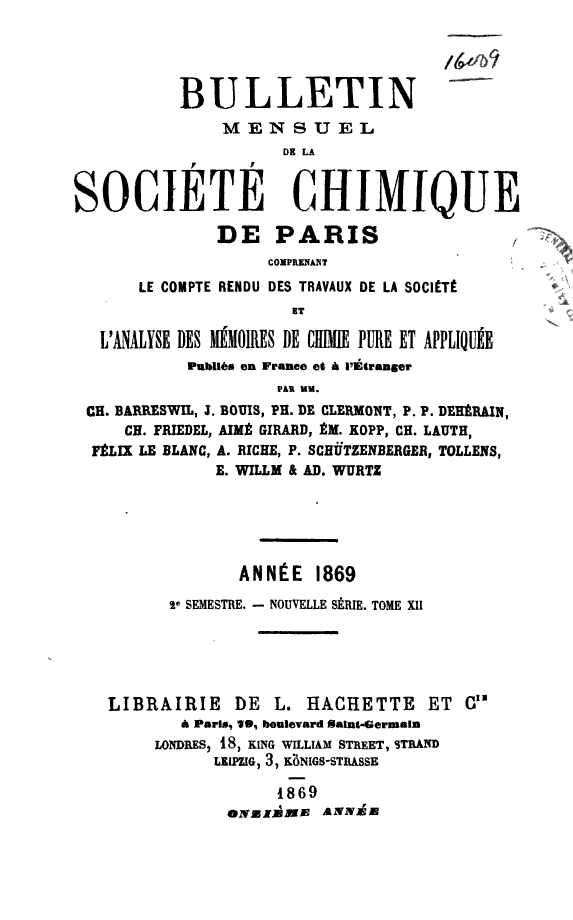
Titelblatt des Bulletin de la Société Chimique de France von 1869

## Geschichte
Vorläuferzeitschriften des Bulletin de la Société Chimique de France waren:
- Répertoire de chimie pure (Charles Adolphe Wurtz), Vol. 1 (1858) – Vol. 6 (1863), (= 1. Ser., ISSN 0991-6504)
- Répertoire de chimie appliquée (Charles-Louis Barreswil), Vol. 1 (1859) – Vol. 6 (1863), (ISSN 0991-7276).

Im Laufe der Erscheinungszeit wechselte das Journal mehrfach den Titel, wurde aufgespalten und wieder zusammengeführt: 
Zwischen 1933 und 1945 sowie zwischen 1973 und 1984 war die Zeitschrift in zeitgleich erscheinende Titel aufgeteilt, die anschließend wieder zusammengeführt wurden.
| Jahr        | Band    | Titel                                                                                                   | ISSN           |
| ----------- | ------- | --- | -------------- |
| 1864 – 1888 | 1 – 50  | Bulletin de la Société chimique de Paris, N.S. (=nouvelle série, 2. Ser.)                               | ISSN 0991-6504 |
| 1889 – 1906 | 1 – 36  | Bulletin de la Société chimique de Paris, 3e sér.                                                       | ISSN 0991-6504 |
| 1907 – 1920 | 1 – 28  | Bulletin de la Société Chimique de France, 4. Ser., Analyse des travaux étrangers                       | ISSN 0150-9888 |
| 1921 – 1933 | 29 – 54 | Bulletin de la Société Chimique de France, 4. Ser., Analyse des travaux francais et étrangers           | ISSN 0370-8985 |
| 1933 – 1945 | 1 – 12  | Bulletin de la Société chimique de France, Documentation                                                | ISSN 0366-3116 |
| 1934 – 1945 | 1 – 12  | Bulletin de la Société Chimique de France, Memoires (= 5. Sér.)                                         | ISSN 0366-3132 |
| 1946 – 1972 | 13 – 39 | Bulletin de la Société chimique de France                                                               | ISSN 0037-8968 |
| 1973 – 1984 | 40 – 51 | Bulletin de la Société Chimique de France : Partie 1, Chimie analytique, chimie minérale, physicochimie | ISSN 0037-8968 |
| 1973 – 1984 | 40 – 51 | Bulletin de la Société Chimique de France : Partie 2, Chimie moléculaire, organique et biologique       | ISSN 0037-8968 |
| 1985 – 1997 | 52 – 64 | Bulletin de la Société chimique de France                                                               | ISSN 0037-8968 |

1998 ging das Journal in den Zeitschriften European Journal of Organic Chemistry und European Journal of Inorganic Chemistry auf.

## Digitalisate
Die Inhalte sind bis 1917 auf Gallica als Digitalisate verfügbar:
- 1861 bis 1891
- 1892 bis 1906
- 1907 bis 1917